# Àlgebra lliure
En matemàtiques, especialment en l'àrea de l'àlgebra abstracta coneguda com a teoria d'anells, una àlgebra lliure és l'anàleg no commutatiu d'un anell polinomial ja que els seus elements es poden descriure com "polinomis" amb variables no commutables. De la mateixa manera, l'anell polinomial es pot considerar com una àlgebra commutativa lliure.

## Definició
Per a R un anell commutatiu, l'àlgebra lliure (associativa, unital) sobre n indeterminats {X1 ,..., Xn} és el mòdul R lliure amb una base formada per totes les paraules de l'alfabet {X1 ,..., Xn} (incloent la paraula buida, que és la unitat de l'àlgebra lliure). Aquest R-mòdul es converteix en una R-àlgebra definint una multiplicació de la manera següent: el producte de dos elements bàsics és la concatenació de les paraules corresponents:
{\displaystyle \left(X_{i_{1}}X_{i_{2}}\cdots X_{i_{l}}\right)\cdot \left(X_{j_{1}}X_{j_{2}}\cdots X_{j_{m}}\right)=X_{i_{1}}X_{i_{2}}\cdots X_{i_{l}}X_{j_{1}}X_{j_{2}}\cdots X_{j_{m}},}
i el producte de dos elements arbitraris del mòdul R està així determinat de manera única (perquè la multiplicació en una R -àlgebra ha de ser R -bilinear). Aquesta R-àlgebra es denota R⟨X1 ,... , Xn⟩. Aquesta construcció es pot generalitzar fàcilment a un conjunt arbitrari X d'indeterminats.
En resum, per a un conjunt arbitrari {\displaystyle X=\{X_{i}\,;\;i\in I\}}, l'àlgebra R lliure (associativa, unital) sobre X és
{\displaystyle R\langle X\rangle :=\bigoplus _{w\in X^{\ast }}Rw}
amb la multiplicació R -bilinear que és la concatenació de paraules, on X* denota el monoide lliure a X (és a dir, paraules a les lletres Xi), {\displaystyle \oplus } denota la suma directa externa, i Rw denota el mòdul R lliure en 1 element, la paraula w.
Per exemple, a R ⟨ X 1, X 2, X 3, X 4 ⟩, per als escalars α, β, γ, δ ∈ R, un exemple concret d'un producte de dos elements és
{\displaystyle (\alpha X_{1}X_{2}^{2}+\beta X_{2}X_{3})\cdot (\gamma X_{2}X_{1}+\delta X_{1}^{4}X_{4})=\alpha \gamma X_{1}X_{2}^{3}X_{1}+\alpha \delta X_{1}X_{2}^{2}X_{1}^{4}X_{4}+\beta \gamma X_{2}X_{3}X_{2}X_{1}+\beta \delta X_{2}X_{3}X_{1}^{4}X_{4}}
L'anell polinomial no commutatiu es pot identificar amb l'anell monoide sobre R del monoide lliure de totes les paraules finites del Xi.

## Contrast amb polinomis
Com que les paraules de l'alfabet {X1,..., Xn} formen una base de R⟨X 1 ,... , X n⟩, és clar que qualsevol element de R⟨X1,... , Xn⟩ es pot escriure de manera única en la forma:
{\displaystyle \sum \limits _{k=0}^{\infty }\,\,\,\sum \limits _{i_{1},i_{2},\cdots ,i_{k}\in \left\lbrace 1,2,\cdots ,n\right\rbrace }a_{i_{1},i_{2},\cdots ,i_{k}}X_{i_{1}}X_{i_{2}}\cdots X_{i_{k}},}
on {\displaystyle a_{i_{1},i_{2},...,i_{k}}} són elements de R i tots, excepte un nombre finit, d'aquests elements són zero. Això explica per què els elements de R⟨X1 ,... , Xn⟩ sovint es denoten com a "polinomis no commutatius" a les "variables" (o "indeterminades") X1,... , Xn; els elements {\displaystyle a_{i_{1},i_{2},...,i_{k}}} es diu que són "coeficients" d'aquests polinomis, i la R-àlgebra R⟨X1 ,... , Xn⟩ s'anomena "àlgebra polinomial no commutativa sobre R en n indeterminats". Tingueu en compte que, a diferència d'un anell polinòmic real, les variables no es desplacen. Per exemple, X1X2 no és igual a X2X1.
De manera més general, es pot construir l'àlgebra lliure R ⟨ E ⟩ sobre qualsevol conjunt E de generadors. Com que els anells es poden considerar com àlgebres Z, un anell lliure a E es pot definir com l'àlgebra lliure Z⟨E⟩.
Sobre un camp, l'àlgebra lliure sobre n indeterminats es pot construir com l'àlgebra tensor en un espai vectorial n-dimensional. Per a un anell de coeficients més general, la mateixa construcció funciona si prenem el mòdul lliure en n generadors.
La construcció de l'àlgebra lliure sobre E és de naturalesa funcional i satisfà una propietat universal adequada. El functor d'àlgebra lliure es deixa adjunt al functor oblidat des de la categoria d'àlgebres R fins a la categoria de conjunts.
Les àlgebres lliures sobre anells de divisió són anells ideals lliures.